# Dürrenastheide

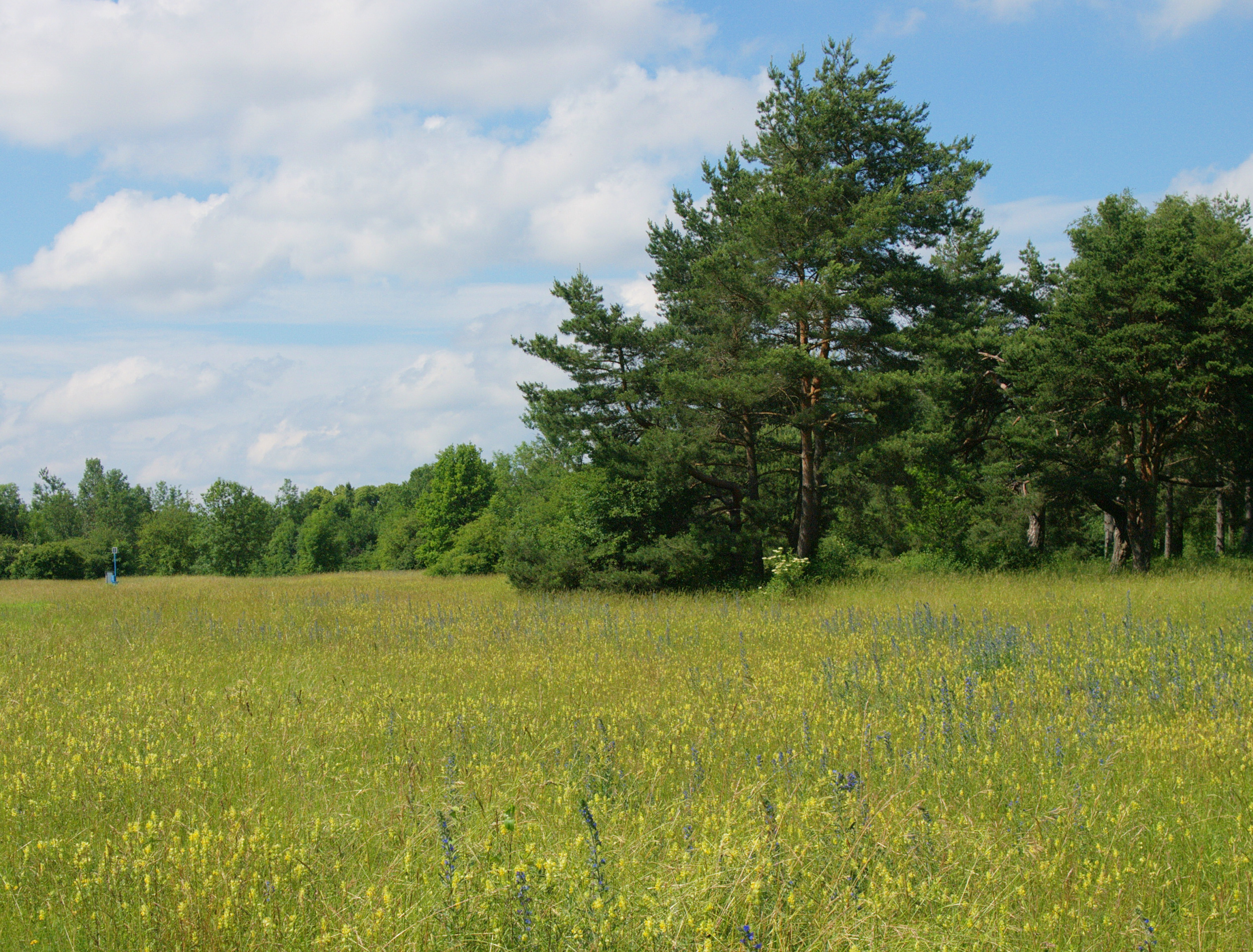
Die Dürrenastheide im Juni: Eine Magerwiese mit Klappertöpfen, Natternköpfen und Wald-Kiefern

Die Dürrenastheide ist ein Teil der Lechtalheidenlandschaft Augsburgs. Sie ist Teil des Naturschutzgebiets Stadtwald Augsburg und befindet sich im Planungsraum Haunstetten-Siebenbrunn östlich des Univiertels. Sie wird vom Lochbach durchzogen. Nachdem zunächst Mitte der 1980er Jahre geplant war, die Fläche in eine Grünanlage umzuwandeln, wurde aus Gründen des Naturschutzes diese Planung verworfen. Stattdessen erfolgte eine regelmäßige Mahd und die Pflege der Biotopflächen. Besonders zu erwähnen ist das Vorkommen des Gewöhnlichen Nadelröschens und die Nutzung als Trinkwasserschutzgebiet. Das Areal erstreckt sich auf einer Höhe von 489 m ü. NHN bis zu 496 m ü. NHN. 
Zu den vertretenen Tierarten zählen beispielsweise Schmetterlinge und Käfer sowie viele gefährdete Vogelarten. Auch die Flora besteht aus seltenen Arten wie beispielsweise die Silberdistel oder der gefranste Enzian.
Der Name der Heide leitet sich von einer nahegelegenen Ausflugsgaststätte „Dürrer Ast“ ab, die im Zweiten Weltkrieg zerstört wurde. Eine „Platzwirthschaft z. dürren Ast“ ist dort bereits 1852 bezeugt.